# Patrick Hadley
Pour les articles homonymes, voir Hadley.
Œuvres principales
- The Trees So High, ballade symphonique
- The Hills, cantate
- Lenten Meditations, cantate
Patrick « Paddy » Hadley est un compositeur, chef d'orchestre et pédagogue anglais, né Patrick Arthur Sheldon Hadley le 5 mars 1899 à Cambridge (comté du Cambridgeshire), mort le 17 décembre 1973 à King's Lynn (comté du Norfolk).

## Biographie
Après sa scolarité, Patrick Hadley est mobilisé durant la Première Guerre mondiale, dont il sort gravement blessé en 1918 et partiellement amputé d'une jambe. Il entame alors des études musicales au Pembroke College de Cambridge, où Cyril Rootham et Charles Wood lui enseignent la composition et la direction d'orchestre.
Il rejoint ensuite le Royal College of Music de Londres, où il parfait son apprentissage de la composition avec Ralph Vaughan Williams — qui deviendra un ami — et de la direction d'orchestre avec Adrian Boult et Malcolm Sargent (à noter que l'un de ses condisciples est Constant Lambert). À partir de 1925, année où il obtient sa maîtrise, il y enseigne à son tour la composition jusqu'en 1938.
Nommé maître de conférences en 1938 (puis professeur en 1946) au Gonville and Caius College de Cambridge, il dispense des cours de composition et de direction d'orchestre (entre autres à Raymond Leppard) jusqu'à sa retraite en 1962. Durant cette période, il réalise de nombreux arrangements pour le chœur du collège, notamment de l'Ode à sainte Cécile d'Henry Purcell en 1944, de la cantate des paysans de Johann Sebastian Bach en 1949, de la fantaisie sur des chants de Noël de Ralph Vaughan Williams en 1953, ou encore de la rhapsodie pour alto de Johannes Brahms en 1958.
Ses compositions — principalement de la musique vocale —, influencées par Frederick Delius, sont d'un romantisme tardif, telles la ballade symphonique The Trees So High (pour baryton, chœurs et orchestre, 1931) et les cantates The Hills (pour soprano, ténor, chœurs et orchestre, 1944) et Lenten Meditations (pour ténor, baryton, chœurs et orchestre, 1962).

## Compositions (sélection)

### Musique de chambre
- 1933 : Quatuor à cordes en do majeur
- 1938 : Fantaisie pour deux violons et piano en si bémol mineur

### Œuvres pour orchestre
- 1923 : The Nightingale, poème lyrique ; Kinder Scout, esquisse
- 1924 : Fugue pour petit orchestre en si bémol mineur
- 1942 : One Morning in Spring, esquisse pour petit orchestre

### Œuvres pour voix soliste
- 1920 : Alone et Farewell, Fond Dreaming, pour voix et piano
- 1924 : Ephemera, pour ténor (ou soprano) et ensemble de chambre
- 1925 : Scene from « The Woodlanders », pour soprano, flûte, violon, alto et piano (+ arrangement pour piano seul)
- 1928 : Bury Her at Heaven et The Sheep, pour voix et piano
- 1929 : The Last Memory, rhapsodie pour violoncelle et orchestre avec voix de soprano ; Lullaby et So we'll Go no More a Roving, pour voix et quintette à cordes (ou piano) ; The Chase, pour voix et piano
- 1936 : An Old May Song, I Sing of a Maiden et Hide and Seek, pour deux voix et piano
- 1937 : Mariana, pour mezzo-soprano et petit orchestre ; A Song for Easter, pour deux voix et piano
- 1947 : Orphan's Song, pour mezzo-soprano et quatuor à cordes
- 1948 : The Suffolk Lady, pour trois voix d'hommes et piano
- 1949 : Musique de scène de La Nuit des rois, ou Ce que vous voudrez (Twelfth Night, or What you will) de William Shakespeare, pour voix et quatuor à cordes
- 1951 : Lines from « Cenci », pour soprano et orchestre de chambre
- 1958 : Crazy Jane, pour contralto et harpe
- 1961 : The Gate Hangs High, pour ténor, voix d'enfants et harpe

### Œuvres chorales
- 1921 : Nightfall, pour baryton, chœur d'hommes et ensemble de chambre
- 1931 : The Trees So High, ballade symphonique pour baryton, chœurs et orchestre en la mineur
- 1935 : La Belle Dame sans merci (titre original), d'après le poème éponyme de John Keats, pour ténor, chœurs et orchestre
- 1936 : My Beloved Spake, pour chœurs et orchestre (ou orgue) ; The Solitary Reaper, pour chœurs a cappella
- 1939 : President's Song, ode pour chœur d'hommes et deux pianos ; musique de scène d’Antigone de Sophocle, pour chœur d'hommes et ensemble de chambre
- 1942 : Travellers, cantate pour soprano, chœurs et orchestre
- 1944 : The Hills, cantate pour soprano, ténor, chœurs et orchestre
- 1948 : Laudemus, pour chœur d'hommes et ensemble de cuivres
- 1953 : Salve Regina, ode du couronnement pour chœur d'hommes et ensemble de cuivres ; musique de scène d’Agamemnon d'Eschyle, pour chœur d'hommes, deux clarinettes, harpe et timbales
- 1955 : Fen and Flood, cantate pour soprano, baryton, chœurs et orchestre
- 1958 : Connemara, cantate pour soprano, ténor, baryton, chœurs et orchestre (version originale pour chœur d'hommes a cappella réputée perdue)
- 1962 : Lenten Meditations (ou A Cantata for Lent ou A Lenten Cantata), cantate pour ténor, baryton, chœurs et orchestre (ou orgue) (+ extrait A Babe in Bethlehem's Manger Laid, transcription pour deux voix et piano publiée en 1973)